# 简·莫兰
简·莫兰（英語：Jane Moran，1985年6月6日—），出生於新南威爾斯州的默威倫巴（Murwillumbah），澳大利亞女子水球运动员，亦為澳大利亞國家女子水球隊成員。

## 簡歷
简·莫兰12歲時開始參與水球運動，至17歲首次代表國家隊參加U17級別的賽事。
2012年，简·莫兰代表澳大利亞參加英國倫敦舉行的奥林匹克运动会女子水球比賽，在铜牌争夺赛中力克匈牙利队，贏得銅牌。